# Magdalena Makedonska
Magdalena Makedonska (Bačevo, Pirinska Makedonija,  Bugarska, 6. travnja 1950.), pjesnikinja i pripovjedačica.
Završila je Akademiju dramskih umjetnosti u Sofiji. Radi u bolnici u bugarskome gradu Elin Pelin. Pripada makedonskom kulturnom krugu u Bugarskoj. Članica je Društva pisaca Makedonije (DPM) (Skopje) od 1995.